# Marcel Artélésa
Marcel Artélésa (Pont-Sainte-Marie, 2 luglio 1938 – Troyes, 23 settembre 2016) è stato un calciatore francese, di ruolo difensore.

## Carriera
Vinse campionato e coppa nazionale nel 1963 con il Monaco, e l'anno seguente fu nominato calciatore francese dell'anno da France Football.
Venne convocato nella Nazionale olimpica di calcio della Francia, per disputare le XVII Olimpiadi. Con i blues ottenne il secondo posto del girone D della fase a gruppi, venendo eliminato dalla competizione.
Nel 1966 prese parte ai mondiali in Inghilterra.

## Statistiche

### Cronologia presenze e reti nella nazionale olimpica
| Cronologia completa delle presenze e delle reti in nazionale ― Francia olimpica | Cronologia completa delle presenze e delle reti in nazionale ― Francia olimpica | Cronologia completa delle presenze e delle reti in nazionale ― Francia olimpica | Cronologia completa delle presenze e delle reti in nazionale ― Francia olimpica | Cronologia completa delle presenze e delle reti in nazionale ― Francia olimpica | Cronologia completa delle presenze e delle reti in nazionale ― Francia olimpica | Cronologia completa delle presenze e delle reti in nazionale ― Francia olimpica | Cronologia completa delle presenze e delle reti in nazionale ― Francia olimpica |
| Data                                                                            | Città                                                                           | In casa                                                                         | Risultato                                                                       | Ospiti                                                                          | Competizione                                                                    | Reti                                                                            | Note                                                                            |
| ------------------------------------------------------------------------------- | ------------------------------------------------------------------------------- | ------------------------------------------------------------------------------- | ------------------------------------------------------------------------------- | ------------------------------------------------------------------------------- | ------------------------------------------------------------------------------- | ------------------------------------------------------------------------------- | ------------------------------------------------------------------------------- |
| 26-8-1960                                                                       | Firenze                                                                         | Francia olimpica                                                                | 2 – 1                                                                           | Perù olimpica                                                                   | Olimpiadi 1960                                                                  | -                                                                               |                                                                                 |
| 29-8-1960                                                                       | Grosseto                                                                        | Francia olimpica                                                                | 1 – 1                                                                           | India olimpica                                                                  | Olimpiadi 1960                                                                  | -                                                                               |                                                                                 |
| 1-9-1960                                                                        | Roma                                                                            | Ungheria olimpica                                                               | 7 – 0                                                                           | Francia olimpica                                                                | Olimpiadi 1960                                                                  | -                                                                               |                                                                                 |
| Totale                                                                          |                                                                                 | Presenze                                                                        | 3                                                                               |                                                                                 | Reti                                                                            | 0                                                                               |                                                                                 |

## Palmarès

### Club
- Campionato francese: 1

Monaco: 1962-63
- Coppa di Francia: 1

Monaco: 1962-1963
- Supercoppa francese: 1

Monaco: 1961

### Individuale
- Calciatore francese dell'anno: 1

1964